# Éric II de Mecklembourg
Éric II de Mecklembourg (allemand : Erich II., Herzog zu Mecklenburg; (né le 3 septembre 1483 – †  le 21/22 décembre 1508)  fut corégent du duché de Mecklembourg de 1503 à sa mort.

## Biographie
Éric II de Mecklembourg est un fils du duc  Magnus II de Mecklembourg, et de son épouse Sophie de Poméranie. Il règne sur le duché de Mecklembourg-Schwerin conjointement avec ses frères Henri V et Albert VII et son oncle Balthasar à partir de la mort de son père le 27 décembre 1503. Éric II meurt lui-même dès le 21 ou 22 décembre 1508, célibataire et sans enfant. Il est inhumé dans l'église de l'Abbaye de Doberan à Bad Doberan.